# Weilheim an der Teck
Weilheim an der Teck é uma cidade da Alemanha, no distrito de Esslingen, na região administrativa de Estugarda, estado de Baden-Württemberg.